# 吴梅芳
吴梅芳（1973年9月—），女，汉族，安徽枞阳人，中国共产党党员。中华人民共和国政治人物、第十三届全国人民代表大会安徽地区代表。

## 生平
2001年从安徽师范大学中共党史专业研究生毕业，同年分配到安徽省委党校党史党建教研部任教。现任安徽省委党校党史党建教研部主任、教授。曾获安徽省先进工作者、安徽省优秀共产党员等荣誉称号。
2018年2月24日，当选为第十三届全国人大代表。2023年2月，当选为第十四届全国人大代表。